# ニュートンズ
ニュートンズは日本の劇団。東京都杉並区高円寺を拠点に活動していたコメディユニット。2014年9月に結成され、2017年1月に解散している。

## 概要
2014年、フジテレビ制作のバラエティ番組を中心に構成作家として活動していた吉田吏志を中心に旗揚げ。
現代社会への風刺という側面から「笑い」を描くシニカルかつポップな作風が特徴。特に男女間の価値観の違いなどを、独自の目線で切り取った作品が多い。
連続ショートコメディと映像作品から構成される通常公演を、2014年9月23日ニュートンズ第1回目公演「オペレーション・ポカン」より3か月に一度というハイペースで上演。活動初年度より高円寺フェスへの参加、他劇団のコンペティションなどにも積極的に参加。
舞台活動以外にも劇団マスコットキャラクターとして「ドブネズミのドブちゃん」という着ぐるみのキャラクターが所属し高円寺商店街連合公式キャラクター「サイケ・デリーさん」や高円寺在住ゆるキャラ「トマト人間」と共演して高円寺PR活動等を行った。
所属俳優の出入りの激しい劇団としても有名。
精力的に上演を繰り返していたが2016年7月に突如、主宰の吉田吏志より解散。同年、12月に再結成し短編演劇コンテスト「劇王東京Ⅲ」に出場したが2017年1月に完全消滅と題した解散宣言がなされた。
ワタナベコメディスクール30期の同名のお笑いトリオとは無関係。

## メンバー
- 吉田吏志 - 主宰。作・演出を手がけた。構成作家として『その顔が見てみたい』。（フジテレビ系列）等。また、過去にお笑い芸人の単独ライブなども手がけており、パンサーの単独ライブDVDに構成としてクレジットされている[2]。作風はコントベースの喜劇が特徴。吉田曰く「ヨシモト∞ホールの下積み時代と劇作家・岩井秀人の主宰する劇団「ハイバイ」への憧れが底にある。」という。出演する際は小柄な体格と個性的な髪型を活かした強烈なキャラクターが特徴。大声を出すことが得意で公演毎に一度は叫ぶシーンが見られた。ニュートンズ解散後には個人ユニットとして「I wanna do it」を立ち上げ脚本家・役者・構成作家として活動している。
- 浅井翔市 - 旗揚げメンバー。吉田とは高校の同級生。リーダー。整った顔立ちと白人男性のような筋肉美が特徴で舞台上で衣装を脱ぐ事が多々見られた。
- 倫平 - 旗揚げメンバー。俳優業の他に現代アート作家として活動。ロングヘアーと端麗な顔立ちが特徴で看板役者として多数の他劇舞台にも出演。また見た目とは裏腹なこじれた思想も魅力の一つでコアなファンが多数存在した。
- ヘイコー - 旗揚げメンバー。本名、井上康平。大学在学時にニュートンズへ参加。役者、映像監督を担当。ニュートンズの映像作品全般の撮影・演出を受け持った。現在は映画監督として活動している。
- 小林大土 - 第2回目公演より所属。大学在住時は「小林斜」として学生劇団等の舞台を中心に活動。メンバー唯一の関西弁とおちゃらけた言動でムードメーカーとして中心に君臨する。倫平と共に他劇団の舞台へ客演として多数出演。コアな演劇マニア。
- 飛田新地郎 - 第2回目公演より所属。個性的なビジュアルと低い声で怪しげなキャラクターを主に担当した。
- 大島煙 - 第4回目公演より所属。第2回目公演「気の毒な七面鳥」と第3回目公演「ニュートンズはおませちゃん」を観劇し、応募した。最年少メンバーとしていじられたりする役割が多いながらも作・演出の吉田曰く「一番演技のできるメンバー」と高い評価を受けていた。第7回目公演「26歳、恋円寺」では最終話の主役を担当した。

## 過去所属メンバー
- 小川未優 - 第一回公演時に所属
- 齋藤聡美 - 第一回公演時に所属。
- 佐々木美帆 - 第一回公演時に所属。
- 小峰みね子 - 第1回目公演から第2回目公演まで所属。
- 南てん - 第2回目公演から第3回目公演まで所属。
- 田上友里 - 第2回目公演時に所属。
- 沖あかり - 第4回目公演から第6回目公演まで所属。
- 縞絵広子 - 第4回目公演から第6回目公演まで所属。
- 藍ユキ - 第4回目公演から第7回目公演まで所属。
- 山田ミトモ - 第5回目公演から第6回目公演まで所属。

## スタッフ
- 舞台監督 - 広島元彦
- 映像 - 早川さとし
- 制作 - 佐藤琴美　石田直樹　四十物庄屋(役者としても活動)
- 広報 - 宍戸桃子
- 運営 - 星彩華

## 主な公演
1. 2014年 - 第1回目公演「オペレーション・ポカン」@明石スタジオ
2. 2014年 - 第2回目公演「気の毒な七面鳥」@明石スタジオ
3. 2014年 - ひつじ座 30 分劇場予選リーグ vol.46「鬼才」※優勝@ひつじ座
4. 2015年 - 第3回目公演「ニュートンズはおませちゃん」@明石スタジオ
5. 2015年 - 第4回目公演「もっと力強い生活をこの手に」@明石スタジオ
6. 2015年 - 東京ジャンクボーイズコンテスト「SF 銭湯」※大賞受賞@千本桜ホール
7. 2015年 - 高円寺フェス2015「中央線いじいじ fantasy」@座・高円寺ホール 2※ゲスト出演として、橘由紀子・久山彩・植嶋宇(ENTIME'S)・西川翔太(ENTIME'S)・窪田伊真・衣純・ＹＵ(ザイロコーパ・GAIAproject)・手塚ひかる等が出演。
8. 2015年 - 第6回目公演「ヘイ！カルチャー」@明石スタジオ
9. 2016年 - ひつじ座 30 分劇場決勝リーグ vol.7「LetterMan」※準優勝@ひつじ座
10. 2016年 - 第7回目公演「26 歳、恋円寺」@明石スタジオ※ゲスト出演として、大貴(株式会社・シーアンドティー)・渕上夏帆・八夕砂織・馬淵菜摘・白土良介(0LIMIT)・おきゃなぴー・雄賀多海来(teamザイロSP)・わたりあけみ・カキシマゾゾミ等が出演。又、ダンサーとしてHIPHOPイベント「胎動」等に出演している彩南(JIBJAB)・アイドルグループ「神宿」の振付師としても活躍するyaggyが出演した。
11. 2016年 - 小さな SF 演劇祭「ハロ!」作・八夕砂織(絶対・八夕砂織)
12. 2016年 - 第8回目公演「ねえ、カルチャー」@新宿バティオス※ゲスト出演として、仙田遥平・松沢実織・MAICA等が出演した。
13. 2016年 - 第9回目公演「亡、カルチャー」@新宿バティオス
14. 2016年 - ニュートンズ高円寺フェス2016公演「高円寺のあの人、また音信不通だってよ」@studioK※ゲスト出演として、空気階段・猪股和磨・真臼ねづみ(うめめ)等が出演した。上演時は吉田吏志の個人ユニットとして活動。

## 掲載情報
- キデンセンvol.4「闇バトル」
- SHOW-OFF#063